# Lê Duy Cận
Lê Duy Cận (chữ Hán: 黎維, ?–?), hay Lê Duy Cẩn, là một hoàng tử và là nhiếp chính Việt Nam. Ông từng được quân Tây Sơn lập lên làm Giám quốc Đại Việt trong thời gian ngắn ngủi 1787-1788.

## Thân thế và trở thành Thái tử
Theo ngọc phả nhà Lê thì Hoàng tử Lê Duy Cận là con trai thứ năm của vua Lê Hiển Tông, tuy nhiên theo Thanh sử cảo thì ông được gọi là Ông Hoàng Tư, nguyên do có thể là vì người anh cả là Duy Lực chết yểu nên không được tính vào danh sách các Hoàng tử. Mẫu thân của ông là Lê Thị Thanh, chưa rõ thân thế lai lịch. Ông có 4 người em cùng mẹ là Duy Trọng (hoàng tử thứ 8), Duy Dược (thứ 9), Duy Cư (thứ 11), Duy Lữ (thứ 14) và 1 em gái là Ngọc Như (hoàng nữ thứ 3).
Người anh thứ 2 của ông, Thái tử Lê Duy Vĩ - do Trần hoàng hậu sinh ra, vốn có hiềm khích với Thế tử Trịnh Sâm. Vì vậy, sau khi lên nối ngôi chúa, tháng 3 (âl) năm 1769, Trịnh Sâm vu tội cho Thái tử Duy Vĩ tư thông với cung tần của Trịnh Doanh, giả mệnh vua Hiển Tông, phế Thái tử làm thứ nhân, giam vào ngục. Các con của Duy Vĩ, cháu của Hiển Tông là Duy Khiêm (sau này là Lê Chiêu Thống), Duy Trù và Duy Chi cũng bị bắt giam.
Hoàng tử Lê Duy Cận, do được lòng của Trịnh Thái phi (mẹ Trịnh Sâm), tháng 8 (âl) năm 1769, được chúa Trịnh lập lên ngôi Thái tử. Tháng 12 năm Tân Sửu (1771), Trịnh Sâm giết Duy Vĩ trong ngục.

## Bị phế truất và suýt lên ngôi hoàng đế
Tháng 10 năm Nhâm Dần (1782), Trịnh Sâm chết, con nhỏ là Trịnh Cán lên thay, tức là Điện Đô vương, khi đó mới 6 tuổi. Cuối năm đó, lính kiêu binh cùng nhau nổi dậy phế truất Trịnh Cán, lại lập Trịnh Tông làm chúa. Tháng Giêng năm 1783, lại nổ ra loạn kiêu binh, quân kiêu binh giải thoát cho các con của Duy Vĩ, truất Duy Cận làm Sùng Nhượng công (崇讓公) và lập Duy Khiêm làm người kế vị của Hiển Tông.
Bấy giờ, thế lực chúa Trịnh cũng đã suy yếu, loạn kiêu binh làm đời sống dân chúng xáo trộn, triều đình bất lực, phe phái đấu đá, thanh trừng lẫn nhau. Trong khi đó, ở phía Nam, nhà Tây Sơn trỗi dậy mạnh mẽ, tạm thời trấn áp được thế lực của chúa Nguyễn ở phía Nam. Nhân cơ hội Nguyễn Hữu Chỉnh hiến kế mang quân ra Bắc Hà lấy danh nghĩa "phù Lê diệt Trịnh", quân Tây Sơn dưới sự thống lãnh của Long Nhương tướng quân Nguyễn Huệ, đã dẹp tan các thế lực tàn dư của chúa Trịnh cũng như nạn kiêu binh, tiến quân vào Thăng Long. Nhằm thu phục nhân tâm, Nguyễn Huệ tỏ ý tôn phò nhà Lê, vào triều yết, xin ngày cử hành nghi lễ đại triều, dâng sổ sách binh và dân để tỏ rõ ý nghĩa ngôi vua nhất thống. Để phủ dụ, vua Lê Hiển Tông cũng sách phong Nguyễn Huệ làm Nguyên soái Phù Chính Dực Vận Uy quốc công, gả con gái là công chúa Lê Ngọc Hân, khi đó mới 16 tuổi, cho Nguyễn Huệ.
Sau khi vua Hiển Tông băng hà, triều đình bàn vấn đề chọn người kế vị. Do ảnh hưởng của công chúa Ngọc Hân, Nguyễn Huệ ngỏ ý muốn ủng hộ  Sùng Nhượng công Lê Duy Cận lên ngôi. Tuy nhiên, do áp lực của tông tộc nhà Lê muốn lập Hoàng thái tôn Lê Duy Kỳ lên ngôi, nên công chúa Ngọc Hân phải đổi ý. Do đó, Lê Duy Kỳ được lập, lấy hiệu là Chiêu Thống.

## Quân cờ trong tay Tây Sơn
Sau khi Lê Chiêu Thống đăng cơ, quân Tây Sơn rút về Nam. Tức thì, các thế lực ở Bắc Hà lại nổi lên chém giết lẫn nhau để giành quyền lực kiểm soát triều đình. Một vương tôn là Trịnh Lệ chớp thời cơ đem quân chiếm phủ chúa, nhưng hầu hết phe cánh chúa Trịnh cũ không phục, lại muốn lập Trịnh Bồng làm chúa. Vua Chiêu Thống tuy không bằng lòng việc lập lại chúa Trịnh, nhưng do thế yếu không thể ngăn cản được nên bất đắc dĩ phải chấp nhận, nên phong cho Trịnh Bồng là chúa.
Mặc dù vậy, chính Trịnh Bồng cũng không thể ổn định tình hình. Vì vậy, vua Chiêu Thống bí mật cho mời Nguyễn Hữu Chỉnh từ Nghệ An đem quân về giúp. Có danh nghĩa của vua Lê, Nguyễn Hữu Chỉnh mộ được hơn 1 vạn quân, đánh thốc ra Thăng Long. Các tướng phe Trịnh đều không phải là địch thủ của Hữu Chỉnh nên bị Chỉnh đánh bại.
Trớ trêu là đến phiên Nguyễn Hữu Chỉnh lại ra mặt chuyên quyền lấn át vua Lê. Mặt khác, nhân cơ hội anh em Tây Sơn bất hòa, Nguyễn Hữu Chỉnh mưu đồ lập thế lực ở Bắc Hà, thoát ly ảnh hưởng của Tây Sơn ở phía Nam. Phía Tây Sơn biết được, cử tướng  Vũ Văn Nhậm kéo quân ra Bắc, diệt trừ thế lực của Nguyễn Hữu Chỉnh. Tháng 12 (âl) năm Đinh Mùi (1788), quân Tây Sơn kéo đến Thăng Long, Nguyễn Hữu Chỉnh thu gom tàn quân, đưa vua Chiêu Thống bỏ kinh thành chạy lên Kinh Bắc. Sau đó, Nguyễn Hữu Chỉnh bị quân Tây Sơn bắt được, đưa về Thăng Long xé xác trước cổng thành.
Quá sợ hãi quân Tây Sơn, vua Chiêu Thống không dám trở về ngôi vị ở Thăng Long, dù Vũ Văn Nhậm nhiều lần chiêu dụ. Để có chính danh với xứ Bắc Hà, Nhậm dự định tôn hoàng thân Lê Duy Cận làm Giám quốc (監國), nhưng rất ít người Bắc Hà ủng hộ. Nhậm thường xuyên chuyên quyền tự quyết, không thèm đếm xỉa đến Duy Cận, vì vậy, ông còn bị gọi là Đề lại Giám quốc (提吏監國), hàm ý chê bai mang danh nhiếp chính, nhưng chẳng hơn gì viên đề lại nhỏ trong mắt quân Tây Sơn. Lê Quýnh, một người ủng hộ Lê Chiêu Thống, mô tả rằng Duy Cận là "một người ngớ ngẩn".
Hành động chuyên quyền của Vũ Văn Nhậm đã được Ngô Văn Sở và Phan Văn Lân báo cho Nguyễn Huệ. Nguyễn Huệ dẫn quân tiến ra bắc và bắt Nhậm xử tử. Lo ngại lòng người Bắc Hà chưa yên và các thế lực chúa Nguyễn ở mặt Nam, Nguyễn Huệ nhanh chóng rút quân khỏi Bắc Hà, nhưng vẫn để Lê Duy Cận làm Giám quốc, giao Ngô Văn Sở và Phan Văn Lân ở lại Thăng Long giữ việc quân chính Bắc Hà.

## Biến mất trong lịch sử
Mượn danh nghĩa cầu viện của vua Lê Chiêu Thống, quân Thanh ồ ạt tiến sang Bắc Hà. Đại tư mã Ngô Văn Sở sai Duy Cận viết thư cho Tôn Sĩ Nghị, cố gắng thuyết phục quân Thanh rút lui. Tôn thẳng thừng bác bỏ và tiếp tục tiến quân. Ngày 22 tháng 12 năm 1788, Nguyễn Huệ lên ngôi Hoàng đế, xưng hiệu là Quang Trung, sau đó dẫn quân ra bắc, đánh bại quân Thanh. Vua Lê Chiêu Thống một lần nữa phải đào vong và cuối cùng qua đời ở Trung Quốc. Nhà Hậu Lê kết thúc từ đó. Riêng Giám quốc Lê Duy Cận về sau không được sử sách nhắc đến, không rõ hành trạng của ông thế nào.